# Pilínkov
Pilínkov (německy Heinersdorf am Jeschken) je část města Liberec. Nachází se na jihu Liberce. Liberec XXIV-Pilínkov leží v katastrálním území Pilínkov o rozloze 2,08 km².

## Historie
První písemná zmínka o vesnici pochází z roku 1544.
Během komunistického režimu byla mezi Pilínkovem a Minkovicemi umístěna Věznice Minkovice.

## Doprava
Veřejnou dopravu zajišťují autobusové linky liberecké MHD, především linka č. 20. Autobusová zastávka s obratištěm Pilínkov, na níž většina spojů končí, se nachází ve Sklářské ulici před areálem firmy Preciosa.
Pilínkovem prochází také železniční trať 030 z Liberce do Turnova. Na ní se nachází stejnojmenná železniční zastávka.

## Pamětihodnosti
- Přírodní památka Panský lom